# Blindia seppeltii
Blindia seppeltii är en bladmossart som beskrevs av Harley Harris Bartlett och Dale Hadley Vitt 1986. Blindia seppeltii ingår i släktet blindior, och familjen Seligeriaceae. Inga underarter finns listade i Catalogue of Life.